# Max Schmidle
Max Schmidle (* 2. Januar 1985 in Kaufbeuren) ist ein ehemaliger deutscher Eishockeyspieler, der über viele Jahre für den ESV Kaufbeuren aktiv war.

## Karriere
Schmidle begann seine Eishockeykarriere im Nachwuchs des ESV Kaufbeuren, wo er mehrere Altersklassen durchlief und schließlich in der Saison 2003/04 erstmals im Kader der Profimannschaft stand. Ein Jahr später gehörte der Center bereits zum Stammkader und erzielte 14 Scorerpunkte in 61 Spielen.
Daraufhin wurden die Verantwortlichen der Hamburg Freezers auf Schmidle aufmerksam und transferierten den damals 22-Jährigen in die Hansestadt, wo der Linksschütze mit einer Förderlizenz ausgestattet wurde und überwiegend für die Eisbären Regensburg in der 2. Bundesliga spielte.
Max Schmidle besaß in Hamburg einen Vertrag bis 2009 und ging auch in der Spielzeit 2008/09 für die Freezers aufs Eis. Zudem hatte er eine Förderlizenz bei den Dresdner Eislöwen. Im Sommer 2009 wechselte er zu den Eislöwen, die er nach einem Jahr verließ, als er von den Ravensburg Tower Stars aus der 2. Bundesliga verpflichtet wurde. Zur Saison 2012/13 wechselte er innerhalb der 2. Eishockey-Bundesliga und unterschrieb einen Vertrag bei den Hannover Indians. Nach der Saison bei den Hannover Indians kehrte er zum ESV Kaufbeuren zurück.
Nach 502 absolvierten Pflichtspielen und insgesamt 10 Spielzeiten für den ESVK beendete Schmidle im März 2020 seine Karriere.

## Erfolge und Auszeichnungen
- 2011 2. Eishockey-Bundesliga-Meister mit den Ravensburg Towerstars

## Karrierestatistik
(Legende zur Spielerstatistik: Sp oder GP = absolvierte Spiele; T oder G = erzielte Tore; V oder A = erzielte Assists; Pkt oder Pts = erzielte Scorerpunkte; SM oder PIM = erhaltene Strafminuten; +/− = Plus/Minus-Bilanz; PP = erzielte Überzahltore; SH = erzielte Unterzahltore; GW = erzielte Siegtore; 1 Play-downs/Relegation; Kursiv: Statistik nicht vollständig)